# 28기 KBS 바둑왕전
28기 KBS 바둑왕전은 한국방송공사의 TV 속기전이 참가한 국내 바둑 기전이다. 결승에서는 이창호 九단이 강동윤 九단을 2대 1로 꺾고 바둑왕전 통산 11회 금자탑을 달성했다.

## 대진표

### 승자조,패자조
| 강창배 初단 | 강창배 初단 | 이세돌 九단 | 안조영 九단 | 최철한 九단 | 강동윤 九단 | 강동윤 九단 | 강동윤 九단 | 이창호 九단 2:0 |
| 이용찬 六단 | 강창배 初단 | 이세돌 九단 | 안조영 九단 | 최철한 九단 | 강동윤 九단 | 강동윤 九단 | 강동윤 九단 | 이창호 九단 2:0 |
| 이세돌 九단 |             | 이세돌 九단 | 안조영 九단 | 최철한 九단 | 강동윤 九단 | 강동윤 九단 | 강동윤 九단 | 이창호 九단 2:0 |
| 온소진 五단 | 안조영 九단 | 안조영 九단 | 안조영 九단 | 최철한 九단 | 강동윤 九단 | 강동윤 九단 | 강동윤 九단 | 이창호 九단 2:0 |
| 안조영 九단 | 안조영 九단 | 안조영 九단 | 안조영 九단 | 최철한 九단 | 강동윤 九단 | 강동윤 九단 | 강동윤 九단 | 이창호 九단 2:0 |
| 김지석 四단 | 김지석 四단 | 안조영 九단 | 안조영 九단 | 최철한 九단 | 강동윤 九단 | 강동윤 九단 | 강동윤 九단 | 이창호 九단 2:0 |
| 윤준상 七단 | 김지석 四단 | 안조영 九단 | 안조영 九단 | 최철한 九단 | 강동윤 九단 | 강동윤 九단 | 강동윤 九단 | 이창호 九단 2:0 |
| 박영훈 九단 | 박영훈 九단 | 최철한 九단 | 최철한 九단 | 최철한 九단 | 강동윤 九단 | 강동윤 九단 | 강동윤 九단 | 이창호 九단 2:0 |
| 김주호 八단 | 박영훈 九단 | 최철한 九단 | 최철한 九단 | 최철한 九단 | 강동윤 九단 | 강동윤 九단 | 강동윤 九단 | 이창호 九단 2:0 |
| 최철한 九단 |             | 최철한 九단 | 최철한 九단 | 최철한 九단 | 강동윤 九단 | 강동윤 九단 | 강동윤 九단 | 이창호 九단 2:0 |
| 김대희 四단 | 한상훈 四단 | 한상훈 四단 | 최철한 九단 | 최철한 九단 | 강동윤 九단 | 강동윤 九단 | 강동윤 九단 | 이창호 九단 2:0 |
| 한상훈 四단 | 한상훈 四단 | 한상훈 四단 | 최철한 九단 | 최철한 九단 | 강동윤 九단 | 강동윤 九단 | 강동윤 九단 | 이창호 九단 2:0 |
| 원성진 九단 | 박정환 九단 | 한상훈 四단 | 최철한 九단 | 최철한 九단 | 강동윤 九단 | 강동윤 九단 | 강동윤 九단 | 이창호 九단 2:0 |
| 박정환 九단 | 박정환 九단 | 한상훈 四단 | 최철한 九단 | 최철한 九단 | 강동윤 九단 | 강동윤 九단 | 강동윤 九단 | 이창호 九단 2:0 |
| 김승재 二단 | 백대현 七단 | 박정상 九단 | 이정우 六단 | 강동윤 九단 | 강동윤 九단 | 강동윤 九단 | 강동윤 九단 | 이창호 九단 2:0 |
| 백대현 七단 | 백대현 七단 | 박정상 九단 | 이정우 六단 | 강동윤 九단 | 강동윤 九단 | 강동윤 九단 | 강동윤 九단 | 이창호 九단 2:0 |
| 박정상 九단 |             | 박정상 九단 | 이정우 六단 | 강동윤 九단 | 강동윤 九단 | 강동윤 九단 | 강동윤 九단 | 이창호 九단 2:0 |
| 안성준 初단 | 조훈현 九단 | 이정우 六단 | 이정우 六단 | 강동윤 九단 | 강동윤 九단 | 강동윤 九단 | 강동윤 九단 | 이창호 九단 2:0 |
| 조훈현 九단 | 조훈현 九단 | 이정우 六단 | 이정우 六단 | 강동윤 九단 | 강동윤 九단 | 강동윤 九단 | 강동윤 九단 | 이창호 九단 2:0 |
| 최명훈 九단 | 이정우 六단 | 이정우 六단 | 이정우 六단 | 강동윤 九단 | 강동윤 九단 | 강동윤 九단 | 강동윤 九단 | 이창호 九단 2:0 |
| 이정우 六단 | 이정우 六단 | 이정우 六단 | 이정우 六단 | 강동윤 九단 | 강동윤 九단 | 강동윤 九단 | 강동윤 九단 | 이창호 九단 2:0 |
| 옥득진 六단 | 이희성 八단 | 이창호 九단 | 강동윤 九단 | 강동윤 九단 | 강동윤 九단 | 강동윤 九단 | 강동윤 九단 | 이창호 九단 2:0 |
| 이희성 八단 | 이희성 八단 | 이창호 九단 | 강동윤 九단 | 강동윤 九단 | 강동윤 九단 | 강동윤 九단 | 강동윤 九단 | 이창호 九단 2:0 |
| 이창호 九단 |             | 이창호 九단 | 강동윤 九단 | 강동윤 九단 | 강동윤 九단 | 강동윤 九단 | 강동윤 九단 | 이창호 九단 2:0 |
| 강동윤 九단 | 강동윤 九단 | 강동윤 九단 | 강동윤 九단 | 강동윤 九단 | 강동윤 九단 | 강동윤 九단 | 강동윤 九단 | 이창호 九단 2:0 |
| 김영삼 八단 | 강동윤 九단 | 강동윤 九단 | 강동윤 九단 | 강동윤 九단 | 강동윤 九단 | 강동윤 九단 | 강동윤 九단 | 이창호 九단 2:0 |
| 윤찬희 二단 | 윤찬희 二단 | 강동윤 九단 | 강동윤 九단 | 강동윤 九단 | 강동윤 九단 | 강동윤 九단 | 강동윤 九단 | 이창호 九단 2:0 |
| 전영규 三단 | 윤찬희 二단 | 강동윤 九단 | 강동윤 九단 | 강동윤 九단 | 강동윤 九단 | 강동윤 九단 | 강동윤 九단 | 이창호 九단 2:0 |
| 패자 1회전  | 패자 1회전  | 패자 2회전  | 패자 3회전  | 패자 4회전  | 패자 준결승 | 패자 결승   |             | 이창호 九단 2:0 |
| 강창배 初단 | 윤찬희 二단 | 윤찬희 二단 | 윤찬희 二단 | 윤찬희 二단 | 이창호 九단 | 이창호 九단 |             | 이창호 九단 2:0 |
| 윤찬희 二단 | 윤찬희 二단 | 윤찬희 二단 | 윤찬희 二단 | 윤찬희 二단 | 이창호 九단 | 이창호 九단 |             | 이창호 九단 2:0 |
| 한상훈 四단 |             | 윤찬희 二단 | 윤찬희 二단 | 윤찬희 二단 | 이창호 九단 | 이창호 九단 |             | 이창호 九단 2:0 |
| 김지석 六단 | 이희성 八단 | 이희성 八단 | 윤찬희 二단 | 윤찬희 二단 | 이창호 九단 | 이창호 九단 |             | 이창호 九단 2:0 |
| 이희성 八단 | 이희성 八단 | 이희성 八단 | 윤찬희 二단 | 윤찬희 二단 | 이창호 九단 | 이창호 九단 |             | 이창호 九단 2:0 |
| 박정상 九단 |             | 이희성 八단 | 윤찬희 二단 | 윤찬희 二단 | 이창호 九단 | 이창호 九단 |             | 이창호 九단 2:0 |
| 안조영 九단 |             |             |             | 윤찬희 二단 | 이창호 九단 | 이창호 九단 |             | 이창호 九단 2:0 |
| 박영훈 九단 | 조훈현 九단 | 이창호 九단 | 이창호 九단 | 이창호 九단 | 이창호 九단 | 이창호 九단 |             | 이창호 九단 2:0 |
| 조훈현 九단 | 조훈현 九단 | 이창호 九단 | 이창호 九단 | 이창호 九단 | 이창호 九단 | 이창호 九단 |             | 이창호 九단 2:0 |
| 이창호 九단 |             | 이창호 九단 | 이창호 九단 | 이창호 九단 | 이창호 九단 | 이창호 九단 |             | 이창호 九단 2:0 |
| 원성진 九단 | 원성진 九단 | 원성진 九단 | 이창호 九단 | 이창호 九단 | 이창호 九단 | 이창호 九단 |             | 이창호 九단 2:0 |
| 백대현 七단 | 원성진 九단 | 원성진 九단 | 이창호 九단 | 이창호 九단 | 이창호 九단 | 이창호 九단 |             | 이창호 九단 2:0 |
| 이세돌 九단 |             | 원성진 九단 | 이창호 九단 | 이창호 九단 | 이창호 九단 | 이창호 九단 |             | 이창호 九단 2:0 |
| 이정우 七단 |             |             |             | 이창호 九단 | 이창호 九단 | 이창호 九단 |             | 이창호 九단 2:0 |
| 최철한 九단 |             |             |             |             |             | 이창호 九단 |             | 이창호 九단 2:0 |

## 대국 결과
| 대진        | 연도   | 대국일자  | 승자        | 패자        | 결과             | 기보 |
| ----------- | ------ | --------- | ----------- | ----------- | ---------------- | ---- |
| 승자 1회전  | 2009년 | 3월 23일  | 원성진 九단 | 박정환 九단 | 237수 흑 불계승  |      |
| 승자 1회전  | 2009년 | 3월 23일  | 윤찬희 二단 | 전영규 三단 | 166수 백 불계승  |      |
| 승자 1회전  | 2009년 | 3월 30일  | 안조영 九단 | 온소진 五단 | 212수 백 불계승  |      |
| 승자 1회전  | 2009년 | 3월 30일  | 강동윤 九단 | 김영삼 八단 | 196수 백 불계승  |      |
| 승자 1회전  | 2009년 | 4월 13일  | 강창배 初단 | 이용찬 六단 | 284수 백 3집반승 |      |
| 승자 1회전  | 2009년 | 4월 13일  | 백대현 七단 | 김승재 二단 | 209수 흑 불계승  |      |
| 승자 1회전  | 2009년 | 4월 20일  | 한상훈 三단 | 김대희 四단 | 205수 흑 불계승  |      |
| 승자 1회전  | 2009년 | 4월 20일  | 이정우 六단 | 최명훈 九단 | 308수 흑 반집승  |      |
| 승자 1회전  | 2009년 | 5월 4일   | 조훈현 九단 | 안성준 初단 | 182수 백 불계승  |      |
| 승자 1회전  | 2009년 | 5월 4일   | 김지석 四단 | 윤준상 七단 | 184수 백 불계승  |      |
| 승자 1회전  | 2009년 | 5월 11일  | 박영훈 九단 | 김주호 八단 | 106수 백 불계승  |      |
| 승자 1회전  | 2009년 | 5월 11일  | 이희성 八단 | 옥득진 六단 | 288수 백 불계승  |      |
| 승자 2회전  | 2009년 | 6월 1일   | 이세돌 九단 | 강창배 初단 | 181수 흑 불계승  |      |
| 승자 2회전  | 2009년 | 6월 1일   | 강동윤 九단 | 윤찬희 二단 | 230수 백 불계승  |      |
| 승자 2회전  | 2009년 | 6월 29일  | 박정상 九단 | 백대현 七단 | 237수 백 4집반승 |      |
| 승자 2회전  | 2009년 | 6월 29일  | 이창호 九단 | 이희성 八단 | 290수 흑 1집반승 |      |
| 승자 2회전  | 2009년 | 7월 13일  | 이정우 七단 | 조훈현 九단 | 212수 백 불계승  |      |
| 승자 2회전  | 2009년 | 7월 13일  | 최철한 九단 | 박영훈 九단 | 218수 백 불계승  |      |
| 승자 2회전  | 2009년 | 7월 27일  | 안조영 九단 | 김지석 五단 | 247수 백 5집반승 |      |
| 승자 2회전  | 2009년 | 7월 27일  | 원성진 九단 | 한상훈 四단 | 283수 흑 3집반승 |      |
| 패자 1회전  | 2009년 | 8월 17일  | 윤찬희 二단 | 강창배 初단 | 265수 흑 반집승  |      |
| 패자 1회전  | 2009년 | 8월 17일  | 조훈현 九단 | 박영훈 九단 | 181수 흑 불계승  |      |
| 패자 1회전  | 2009년 | 8월 31일  | 이희성 八단 | 김지석 六단 | 143수 흑 불계승  |      |
| 패자 1회전  | 2009년 | 8월 31일  | 한상훈 四단 | 백대현 七단 | 174수 백 불계승  |      |
| 승자 3회전  | 2009년 | 9월 21일  | 안조영 九단 | 이세돌 九단 | 기권승           |      |
| 승자 3회전  | 2009년 | 9월 28일  | 이정우 七단 | 박정상 九단 | 190수 백 불계승  |      |
| 승자 3회전  | 2009년 | 10월 19일 | 강동윤 九단 | 이창호 九단 | 202수 흑 3집반승 |      |
| 승자 3회전  | 2009년 | 10월 19일 | 최철한 九단 | 한상훈 四단 | 150수 백 불계승  |      |
| 패자 2회전  | 2009년 | 9월 28일  | 이희성 八단 | 박정상 九단 | 271수 백 반집승  |      |
| 패자 2회전  | 2009년 | 11월 9일  | 원성진 九단 | 이세돌 九단 | 기권승           |      |
| 패자 2회전  | 2009년 | 11월 9일  | 윤찬희 二단 | 한상훈 四단 | 197수 흑 불계승  |      |
| 패자 2회전  | 2009년 | 11월 30일 | 이창호 九단 | 조훈현 九단 | 229수 흑 불계승  |      |
| 패자 3회전  | 2009년 | 11월 23일 | 윤찬희 二단 | 이희성 八단 | 208수 백 불계승  |      |
| 패자 3회전  | 2009년 | 12월 14일 | 이창호 九단 | 원성진 九단 | 267수 흑 불계승  |      |
| 승자 준결승 | 2009년 | 11월 23일 | 최철한 九단 | 안조영 九단 | 161수 흑 불계승  |      |
| 승자 준결승 | 2009년 | 11월 30일 | 강동윤 九단 | 이정우 七단 | 178수 백 불계승  |      |
| 패자 4회전  | 2009년 | 12월 14일 | 윤찬희 二단 | 안조영 九단 | 191수 흑 불계승  |      |
| 패자 4회전  | 2010년 | 1월 4일   | 이창호 九단 | 이정우 七단 | 206수 백 불계승  |      |
| 승자 결승   | 2010년 | 1월 4일   | 강동윤 九단 | 최철한 九단 | 214수 백 불계승  |      |
| 패자 준결승 | 2010년 | 1월 18일  | 이창호 九단 | 윤찬희 二단 | 143수 흑 불계승  |      |
| 패자 결승   | 2010년 | 1월 18일  | 이창호 九단 | 최철한 九단 | 265수 흑 불계승  |      |
| 결승 1국    | 2010년 | 2월 1일   | 이창호 九단 | 강동윤 九단 | 215수 흑 불계승  |      |
| 결승 2국    | 2010년 | 3월 4일   | 이창호 九단 | 강동윤 九단 | 156수 백 불계승  |      |
| 결승 3국    | 2010년 | 3월 4일   |             |             |                  |      |

## TV 중계
- 노영하 九단 해설로 최유진 아마5단이 진행하였다. 대국순으로 대국일정으로 이후 녹화방송으로 방송일의 방송시간이 변경되었다. 결승 2국(최종국) 끝난 후 시상식에는 이성민 아나운서가 진행했으나 우승자 준우승자만 인터뷰를 하였다.

## 특이 사항
- 전기(27기) 준우승자 이세돌 九단의 휴직 파문으로 인하여 승자 3회전에서 안조영 九단에게 기권패, 패자 2회전에서 원성진 九단에세 기권패하여 2연속 기권패를 기록했다.
- 안조영 九단의 승자조,패자조 포함의 모두 백을 쥐고 대국을 했으나 흑을 쥐지는 않았다.
- 이창호 九단의 바둑왕전 3연패의 통산 11회 우승으로 지난 MBC 바둑제왕전 9기 ~ 11기의 3연패로 2번째 3연패 달성